# Gene October
Gene October (bürgerlich John O’Hara) ist ein britischer Sänger und Songwriter, der Ende der 1970er Jahre eine prägende Figur der Londoner Punkrock-Bewegung und seitdem Kopf der Band Chelsea ist.

## Karriere
1976 war October an der Gründung des Clubs The Roxy beteiligt, als er dem Management von Chaguaramas, einem Nachtclub im Zentrum von London, vorschlug, ihn in ein Zentrum der neuen Punkrockszene umzuwandeln.
October ist der Sänger/Frontmann der Londoner Band Chelsea, die Ende 1976 gegründet wurde, nachdem October eine Anzeige im Melody Maker geschaltet hatte. Bei Chelsea waren außerdem William Broad, später bekannt als Billy Idol an der Gitarre und Tony James am Bass zu hören. Ihr Live-Debüt gab die Band am 18. Oktober 1976 als Vorgruppe von Throbbing Gristle im Londoner Institute of Contemporary Arts.
Das Repertoire der Band bestand zu dieser Zeit hauptsächlich aus Coverversionen von 1960er-Jahre-Songs der Beatles und Rolling Stones, doch schon nach wenigen Wochen und einigen wenigen Live-Auftritten löste sie sich auf. Idol, James und Schlagzeuger John Towe verließen Chelsea und gründeten schließlich Generation X. Anfang 1977 stellte October eine neue Mannschaft von Chelsea zusammen, die zahlreiche Platten veröffentlichte und viele personelle Veränderungen durchführte.
Von Mitte der 1980er bis 1990er Jahre war October Solokünstler und veröffentlichte zwei Singles und 1995 ein Album mit dem Titel Life and Struggle. Seit 1999 hat er zeitweise Aufnahmen gemacht und ist mit Chelsea auf Tournee gegangen, unter anderem bei deren 40-jähriger Jubiläumstour im Jahr 2016.
October spielte auch in zwei von Derek Jarman produzierten und inszenierten Filmen mit. In „Jubilee“ spielte er die Figur „Happy Days“ und in „Caravaggio“ trat er als Obst essendes Model auf.

## Diskografie
Solo
- 1983: Suffering in the Land (Single)
- 1984: Don’t Quit (Single)
- 1995: Life and Struggle (Album)

Mit Chelsea
Siehe: Diskografie Chelsea